# Erik Olin Wright
Erik Olin Wright (Berkeley, California; 9 de febrero de 1947-23 de enero de 2019) fue un sociólogo estadounidense, miembro destacado del marxismo analítico. Sus mayores contribuciones se centraron en su revisión de la teoría marxista de las clases sociales, así como con su esfuerzo por llevar esta revisión teórica al terreno de la investigación empírica.[cita requerida]

## Pensamiento
Partiendo de la teoría de la explotación de John Roemer, Wright consideraba que, además de los bienes de capital analizados por Marx, en las sociedades de capitalismo avanzado también son fundamentales los bienes de organización y de bienes de cualificación. Los primeros se refieren a la posición jerárquica en la empresa, mientras que los segundos hacen referencia a las credenciales educativas. Ambos bienes permiten a quienes los detentan explotar al resto de la fuerza de trabajo, pero al mismo tiempo, sus propietarios son explotados por quienes detentan los bienes de capital. Esto hace que las nuevas clases medias se hallen en posiciones contradictorias de clase, y que, dependiendo de las características particulares de cada formación social, como por ejemplo, las políticas públicas de bienestar, se orienten más hacia una conciencia proletaria o a apoyar al capital. Su versión acabada de esta teoría puede encontrarse en castellano en «Clases» (1994), en siglo XXI. Este proyecto, generó investigación empírica en distintos países, parte de la cual puede encontrarse en su trabajo, no traducido al castellano «Class Counts» (Cambridge University Press, 1996). En España el trabajo empírico generado se conoce como «Estructura, conciencia y biografía de Clase (ECBC)», que generó varias publicaciones de sociólogos como Julio Carabaña, Juan Jesús González u Olga Salido.
A partir de los años dos mil inició una nueva línea de investigación, "real utopia proyects", en los que buscaba experiencias sociales de éxito que obedeciesen a una lógica social transformadora, de izquierdas, y que pudiesen incorporarse a la agenda reformista y realista de un proyecto político. Ejemplos de estas propuestas son los presupuestos públicos participativos, que comenzaron en Porto Alegre (Brasil), o la cooperativa Mondragón (España). Un breve repaso a esta línea de investigación puede encontrarse en su último libro: "Cómo ser anticapitalista en el siglo XXI" (2020, Akal).
Wright fue miembro del consejo editorial de la revista política Sin Permiso. En 2012, fue elegido presidente de la Asociación Estadounidense de Sociología.

## Publicaciones seleccionadas
- Wright, Erik Olin (1973). The politics of punishment: a critical analysis of prisons in America. Nueva York: Harper & Row. ISBN 9780060903183.
- Wright, Erik Olin (1978). Class, crisis, and the state. Londres: New Left Books. ISBN 9780902308930.
- Wright, Erik Olin (1979). Class structure and income determination. Nueva York: Academic Press. ISBN 9780127649504.
- Wright, Erik Olin (1997) [1985]. Classes. London New York: Verso. ISBN 9781859841792.
- Wright, Erik Olin (1997). Class counts: comparative studies in class analysis. Cambridge New York Paris: Cambridge University Press Maison des Sciences de l'homme. ISBN 9780521556460.
- Wright, Erik Olin (2010). Envisioning real utopias. London New York: Verso. ISBN 9781844676170.
- Wright, Erik Olin (2014). Alternatives to Capitalism: proposals for a democratic economy with Robin Hahnel. New Left Project
- Wright, Erik Olin (2015). Understanding Class. London New York: Verso. ISBN 9781781689455.

### Traducciones al español
- Wright, Erik Olin (1994). Clases. Madrid: Siglo XXI.
- Wright, Erik Olin (2014). Construyendo utopías reales. Madrid: AKAL.
- Wright, Erik Olin (2015). Comprender las clases sociales. Madrid: AKAL.
- Wright, Erik Olin (2020). Cómo ser anticapitalista en el siglo XXI. Madrid: AKAL.

### Sobre el autor
- Informe de Base del Proyecto español sobre Estructura y Conciencia de Clase, 1992, 241 pp.
- González, Juan Jesús (1993): Clases sociales: estudio comparativo de España y la Comunidad de Madrid. Consejería de Economía de la Comunidad de Madrid.